# Chantal (voornaam)
Chantal is een meisjesnaam van Franse oorsprong.

## Oorsprong
De naam zou teruggaan op Johanna Francisca de Chantal. Zij werd geboren in 1572 als Jeanne-Françoise Frémyot en huwde in 1592 met Christophe de Rabutin, baron van Chantal. Ze stichtte de Orde van Maria Visitatie en werd in 1767 heilig verklaard. In de 20ste eeuw werd de naam ook als voornaam gegeven. Van 1945 tot 1955 was Chantal in Frankrijk jaarlijks een van de 100 meest toegekende meisjesnamen.

## "Chantalisme"
Vanaf de jaren zestig van de twintigste eeuw  werd de voornaam in Noord-West-Europa populair. In Duitsland geldt Chantal als een typisch voorbeeld van het 'Chantalisme' (of bij jongens: 'Kevinisme'), een schertsende benaming voor de gewoonte om kinderen een ongewone, exotische voornaam te geven, met name in de lagere sociale klasse. Uit onderzoek van de Universiteit Oldenburg onder leerkrachten in het basisonderwijs bleek in 2009 echter dat een naam als Kevin (en vergelijkbare jongens- en meisjesnamen als Mandy, Angelina, Justin en dus ook Chantal) gezien werd als een typische naam voor de onderklasse van de samenleving, en dat deze opvallend vaak werden geassocieerd met leer- en gedragsproblemen. De onderzoekster tekende daarbij aan dat eerst Kevin met "onderklasse" wordt geassocieerd, en onderklasse vervolgens met leerproblemen. Zodoende zouden leerkrachten last hebben van vooroordelen bij sommige voornamen.

## Bekende naamdraagsters
- Chantal Akerman (1950–2015), Belgisch filmregisseur
- Chantal Achterberg (1985), Nederlands roeister
- Chantal Blaak (1989), Nederlands wielrenster
- Chantal de Bruijn (1976), Nederlands hockeyster
- Chantal van Brummelen, Nederlands zangeres-gitariste
- Chantal Dällenbach (1962), Frans-Zwitsers langeafstandsloopster
- Chantal Demming (1978), Nederlands actrice
- Chantal Goya (1942), Frans actrice
- Chantal Groot (1982), Nederlands zwemster
- Chantal Janzen (1979), Nederlands actrice
- Chantal Kreviazuk (1974), Canadees singer-songwriter en pianiste
- Chantal Lambert, Belgisch presentatrice
- Chantal Molenkamp (1990), Nederlands zwemster
- Marie-Chantal Miller (1968), echtgenote van kroonprins Paul van Griekenland
- Chantal de Ridder (1989), Nederlands voetbalster
- Chantal Roeters (1981), Nederlands zangeres en televisieproducente